# Bitva u Komandorských ostrovů
Bitva u Komandorských ostrovů byla jednou z námořních bitev druhé světové války v Pacifiku mezi japonským a americkým námořnictvem. Odehrála se 27. března 1943 jižně od Komandorských ostrovů.
Ve snaze dopravit na Aleuty zásoby se rozhodlo japonské velení vyslat zásobovací konvoje, které byly kryty křižníky a torpédoborci 5. loďstva. Zatímco první konvoj doplul bez problémů, tak při druhém konvoji, kdy byly zásoby dopravovány loděmi Asaka Maru, Sakito Maru a Sanjó Maru došlo ke střetu s Američany. Krytí druhého konvoje zajišťovala skupina lodí pod velením viceadmirála Boširó Hosogaji složená z těžkých křižníků Nači, Maja, lehkých křižníků Tama, Abukuma a torpédoborců Hacušimo, Wakaba, Ikazuči a Inazuma.
Americká TG 16.6 patrolovala pod velením kontradmirála McMorrise u Komandorských ostrovů. Byla složená z těžkého křižníku USS Salt Lake City, lehkého křižníku USS Richmond a torpédoborců USS Bailey, USS Coghlan, USS Dale a USS Monaghan.
Japonský svaz měl tedy prakticky dvojnásobnou převahu.
26. března v 7:30 americké radary TG 16.6 odhalily japonský konvoj. O hodinu později byl navázán vizuální kontakt a zahájen dělostřelecký souboj. Američané několikrát zasáhli japonský vlajkový křižník Nači, Japonci však cca od 9:10 začali pravidelně zasahovat Salt Lake City. Jeho rychlost v důsledku japonských zásahů a havárie v kormidelně mezi cca 10–11 hodinou klesla na 20 uzlů, což se podařilo opravit, avšak v 11:50 došlo z nevyjasněných příčin k dalšímu zastavení strojů. Křižník v tu chvíli představoval sice střílející, nicméně snadný cíl, chráněný jen kouřovou clonou a statečným protiútokem 3 amerických torpédoborců, v němž Bailey utržil vážná poškození.
Japonský velitel v tuto chvíli z důvodů docházející munice, paliva a obav před leteckým útokem (Salt Lake City v poslední fázi bitvy střílel tříštivými granáty, jejichž exploze připomínaly výbuchy leteckých pum) nařídil ústup.
Na japonské straně byly poškozeny 2 křižníky a na americké straně byl těžce poškozen křižník Salt Lake City a torpédoborec USS Bailey. Japonci měli k vítězství blízko, ale Hosogaja místo aby dorazil v jednu chvíli nepohyblivý křižník Salt Lake City, odplul i s konvojem zpět do Japonska, což znamenalo, že nesplnil svůj úkol a zásoby na Aleuty nedopravil.
Viceadmirál Hosogaja byl po této bitvě penzionován a o zásobování japonských jednotek na Aleutech se nadále staraly pouze ponorky.